# Contact Improvisation
Le Contact Improvisation est une forme de danse improvisée développée internationalement depuis 1972.
D'abord conçu comme un spectacle du danseur et chorégraphe américain Steve Paxton, le Contact Improvisation a évolué pour devenir un sport artistique, oscillant entre différents statuts selon celles et ceux qui le pratiquent : danse expérimentale (pratique de recherche au studio organisée en « laboratoires »), danse scénique (performances improvisées, « conférences-démonstrations »), entraînement régulier des danseurs (pour les danses à deux ou partnering en particulier), danse sociale...
Formellement, le Contact Improvisation est une danse principalement pratiquée en duo qui ressemble à d'autres « formes de duos familières, comme l’étreinte amoureuse, la lutte, les arts martiaux et le jitterbug, comportant une gamme de mouvements qui vont de l’immobilité aux mouvements les plus athlétiques. »

Diverses définitions ont été tentées pour établir ce qui était en jeu dans un duo de Contact Improvisation. Steve Paxton proposait la suivante en 1979 :
« Le point de concentration fondamental pour les danseurs est de rester en contact physique ; s’offrant mutuellement des appuis, innovant, ils méditent sur les lois physiques liées à leurs masses : la gravité, l’impulsion, l’inertie et la friction. Ils ne s’efforcent pas d’atteindre des résultats mais bien plutôt cherchent à accueillir une réalité physique constamment changeante par une manière appropriée de se placer et de diriger leur énergie. »

## Naissance duContact Improvisation

### DeMagnesiumàYou Come and We'll Show You What We Do

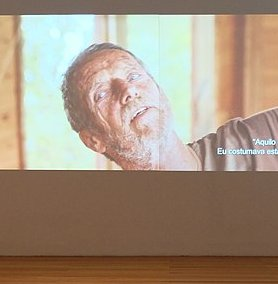
Steve Paxton (1939-2024) en 2013.

Le Contact Improvisation a été développé aux États-Unis dans le courant des années 1970, par un groupe de danseurs et d'athlètes réunis pour la première fois sous l'impulsion du chorégraphe et danseur Steve Paxton.
En janvier 1972, Steve Paxton est en résidence à Oberlin College à l'occasion d'une tournée du Grand Union, un collectif où il collabore entre autres avec Yvonne Rainer et Trisha Brown. Durant plusieurs semaines, il propose aux étudiants deux séries de pratiques :
1. tous les matins, une exploration qu'il nommera bientôt la Small Dance (« petite danse »), forme de méditation qui se pratique debout, où l'attention est portée sur les ajustements posturaux et les micro-transferts de poids[3] ;
2. et l'après-midi, les répétitions pour une performance qu'il transmet à un groupe de jeunes hommes et dont la partition consiste à explorer roulades, collisions, et sauts en l'air et pour lesquelles Steve Paxton s'appuie sur sa formation en danse moderne (il a dansé dans la compagnie de Merce Cunningham et appartenait au groupe du Judson Dance Theater), en Aïkido et en gymnastique[1].

La rencontre de ces pratiques donne lieu à Magnesium, une pièce longue d'une vingtaine de minutes où les danseurs pratiquent sur des matelas de gymnastique, sautent et se rentrent les uns dans les autres, se manipulent et s'agrippent les uns les autres. Dans cette performance, « les danseurs utilisent généralement leurs corps d'un seul bloc, toutes les parties sont simultanément déséquilibrées ou jetées contre un autre corps ou dans les airs. » Après une quinzaine de minutes, les danseurs s'arrêtent et entament une « petite danse » qui conclut la performance.
Au printemps de la même année, Steve Paxton obtient une bourse qui lui permet d'inviter en résidence une quinzaine de danseurs et de danseuses pour prolonger le travail : il convie certains collègues de l'époque du Judson Dance Theater comme Barbara Dilley et Mary Fulkerson, mais aussi des étudiants rencontrés au cours de ses tournées d'enseignement, parmi lesquels Nancy Stark Smith et Curt Siddall (d'Oberlin College), Danny Lepkoff et David Woodberry (de l'Université de Rochester) et Nita Little (de Bennington College).

À l'issue de cette semaine de résidence, le groupe présente une pièce qu'ils décident d'intituler pour la première fois Contact Improvisations : ils la présentent sous la forme d'une pratique permanente pendant cinq jours, à l'intérieur de la John Weber Gallery à New York, qui présente au même moment un film de George Manupelli, Dr Chicago, et où les spectateurs vont et viennent pendant que la pratique se prolonge.
« Nous avons travaillé pendant une semaine dans un loft sur un petit tatami. Nous nous exercions à faire la “petite danse”, à faire des roulades et à trouver différentes manières d’attraper un corps. Pour la première fois, Steve orientait le travail vers le duo. […] [N]ous faisions et nous observions de longs duos d’improvisation initiés par le toucher, par l’échange du poids, par le fait de se laisser conduire par l’élan de la pesanteur… »
À la suite de cette première performance, un petit nombre de contacteurs se constitue en compagnie et commence à tourner un spectacle intitulé You Come and We'll Show You What We Do (Venez et on vous montrera ce qu'on fait) dans lesquels les danseurs s'efforcent de se montrer au travail, à la recherche de sensations et de mouvements nouveaux en direct et dans une attitude anti-spectaculaire. Cette attitude est en écho avec les thèmes chers au Judson Dance Theater, exprimés notamment dans le « No Manifesto » d'Yvonne Rainer, amie et collègue proche de Steve Paxton (« NON au spectacle non à la virtuosité non aux transformations et au merveilleux et au trompe-l'œil »). La structure la plus fréquente de ces performances est celle du round-robin, où un duo au centre est soutenu par le cercle des autres danseurs, qui à tout instant peuvent intégrer le duo et remplacer l'un des deux danseurs, et ainsi de suite.
« La durée de chaque duo est variable, tout comme les vêtements portés par le danseur: une pièce dure tant que les danseurs sont à l’aise, et ces derniers portent des tenues de jogging, des T-shirts, des justaucorps ou tout ce qu’ils trouvent confortable mais qui permet la friction. Le Contact Improvisation peut se composer d’une série d’évènements dramatiques et spectaculaires à regarder. La présentation sous la forme de “concert”, c’est-à-dire devant un public, diffère cependant très peu de ce qui se fait en atelier. You Come, We’ll Show You What We Do (Venez, on vous montrera ce que l’on fait), titre d’un certain nombre de performances de danse Contact à New York en 1975, illustre le caractère informel et explicatif des soirées de Contact Improvisation. Free-lance Dance est le titre donné à plusieurs “concerts” en 1978. J’ai assisté à de tels “concerts” de Contact Improvisation au Monument Mall de Washington, dans l’arrière-boutique d’un libraire à Milwaukee, dans des salles de concert et dans des galeries d’art; certains duraient moins d’une heure, d’autres six. “Ce qui nous intéresse, c’est la démarche et non la représentation”, explique Paxton. Il souligne toutefois l’importance du public car un groupe de personnes qui concentre son attention sur un point unique dégage de l’énergie. “Et le danseur va pouvoir utiliser cette énergie.” Pour le public, la danse Contact est parfois épuisante à regarder, mais elle peut être aussi exaltante comme ennuyeuse ou encore effrayante. Lorsque les danseurs créent ou qu’ils présentent du matériel, ce n’est ni le plaisir du public ni l’idée de le divertir qui est au cœur de leurs préoccupations. C’est la raison pour laquelle un concert peut durer plusieurs heures si les danseurs ressentent de fortes impulsions cinétiques. »

### Explorations similaires à la même époque

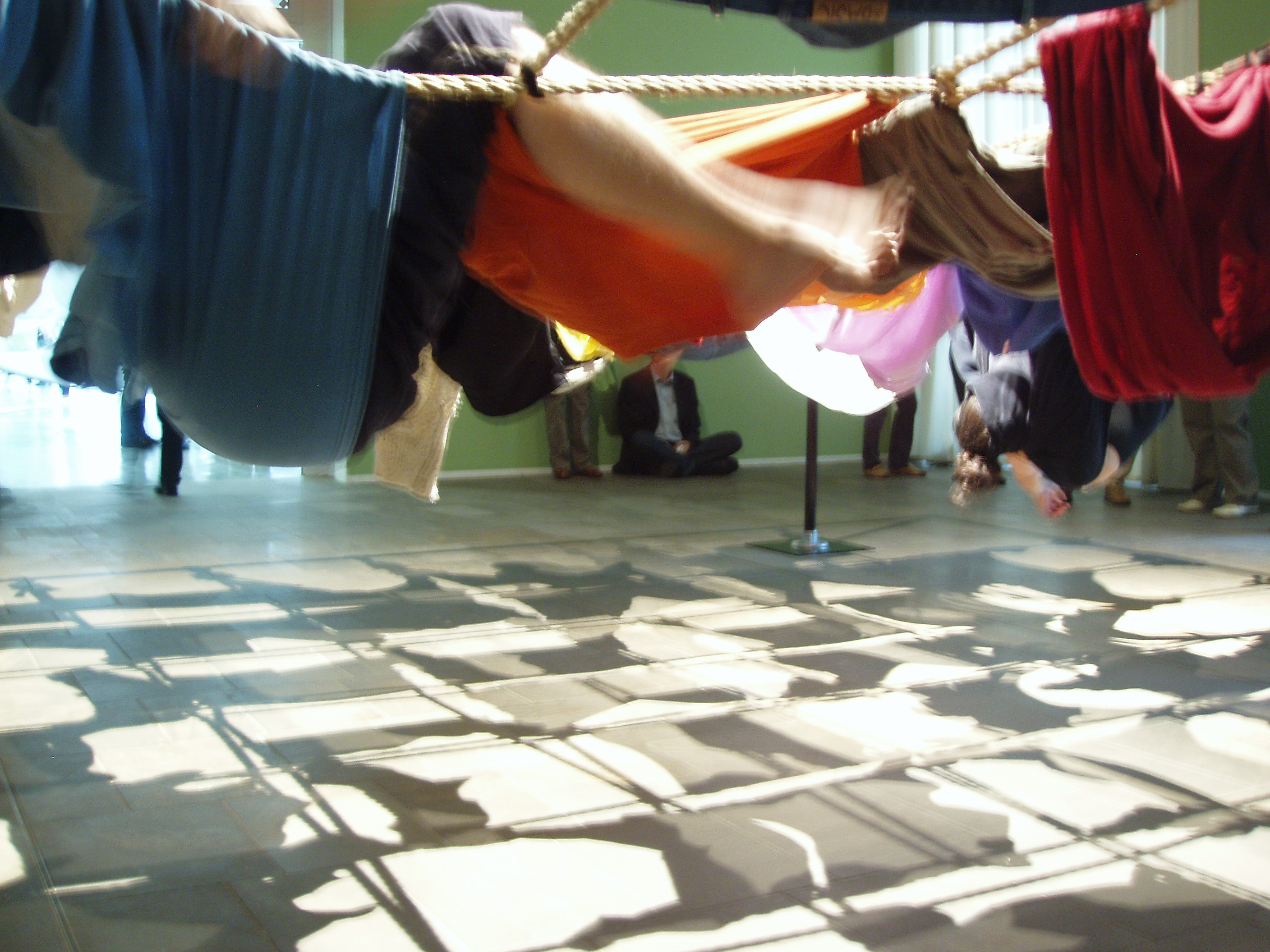
Floor Of The Forest de Trisha Brown (ici photographié en 2007 à la documenta 12, à Cassel) a été joué pour la première fois en 1970 à New York City. Les danseurs y entrent en suspension dans une sculpture faite de filins et de vêtements dans lesquels ils se glissent.

Les explorations envisagées dans les premiers moments du Contact Improvisation ne sont pas propres au collectif mené par Steve Paxton :
« De nombreuses autres formes de danse avaient également expérimenté avec le poids, le toucher et l'improvisation et des exemples abondent dans les années 1960 de danseurs qui pratiquent quelque chose de similaire au Contact Improvisation, notamment Trisha Brown, Grand Union, Daniel Nagrin's Workgroup, Anna Halprin's San Francisco Dancers' Workshop, Julian Beck et Judith Malina's Living Theater, etc. » 
Simone Forti avait ainsi développé Huddle dans les années 1960 une pièce où six à sept danseurs étaient invités à former ensemble une masse agglutinée de laquelle l'un après l'autre il se détachait pour la réintégrer progressivement, mettant ainsi à l'épreuve les sensations tactiles, olfactives et pondérales :
« Huddle nécessite six ou sept individus se tenant très proches les uns des autres et se faisant face. Ils forment un tas en se penchant vers l’avant, genoux légèrement fléchis, bras autour de la taille ou des épaules des partenaires, comme une structure solidement entremêlée. Quelqu’un se détache et commence à escalader ce monticule, peut-être en prenant appui sur une cuisse, en s’agrippant au cou de quelqu’un ou en s’accrochant à un bras. Cette personne se hisse calmement jusqu’au sommet puis redescend de l’autre côté. Elle ne se détache pas de la masse et reprend une place dans le tas. Immédiatement quelqu’un d’autre se met à grimper. Il n’est pas nécessaire de décider à l’avance qui sera le suivant. »
D'une autre manière, Meat Joy (1964) de Carolee Schneeman explorait une forme d'improvisation fondée sur le toucher :
« Les 8 performeurs, vêtus de sous-vêtements de couleur sombre, reçoivent les règles du jeu conçues par Schneemann et doivent ensuite laisser libre cours à leur sens de l'improvisation. Ils doivent agir avec des morceaux de viande et de poissons apportés par une neuvième personne, mais ceux-ci ne peuvent toucher le sol : chaque performeur doit les garder sur son corps ou les transmettre à un autre protagoniste. Ils s'enduisent ensuite de peinture, se roulent dans des feuilles de plastiques, leurs corps agissent comme des pinceaux dans l'espace de représentation. »

## Le développement d'un art-sport

### En Amérique du Nord

#### Les styles

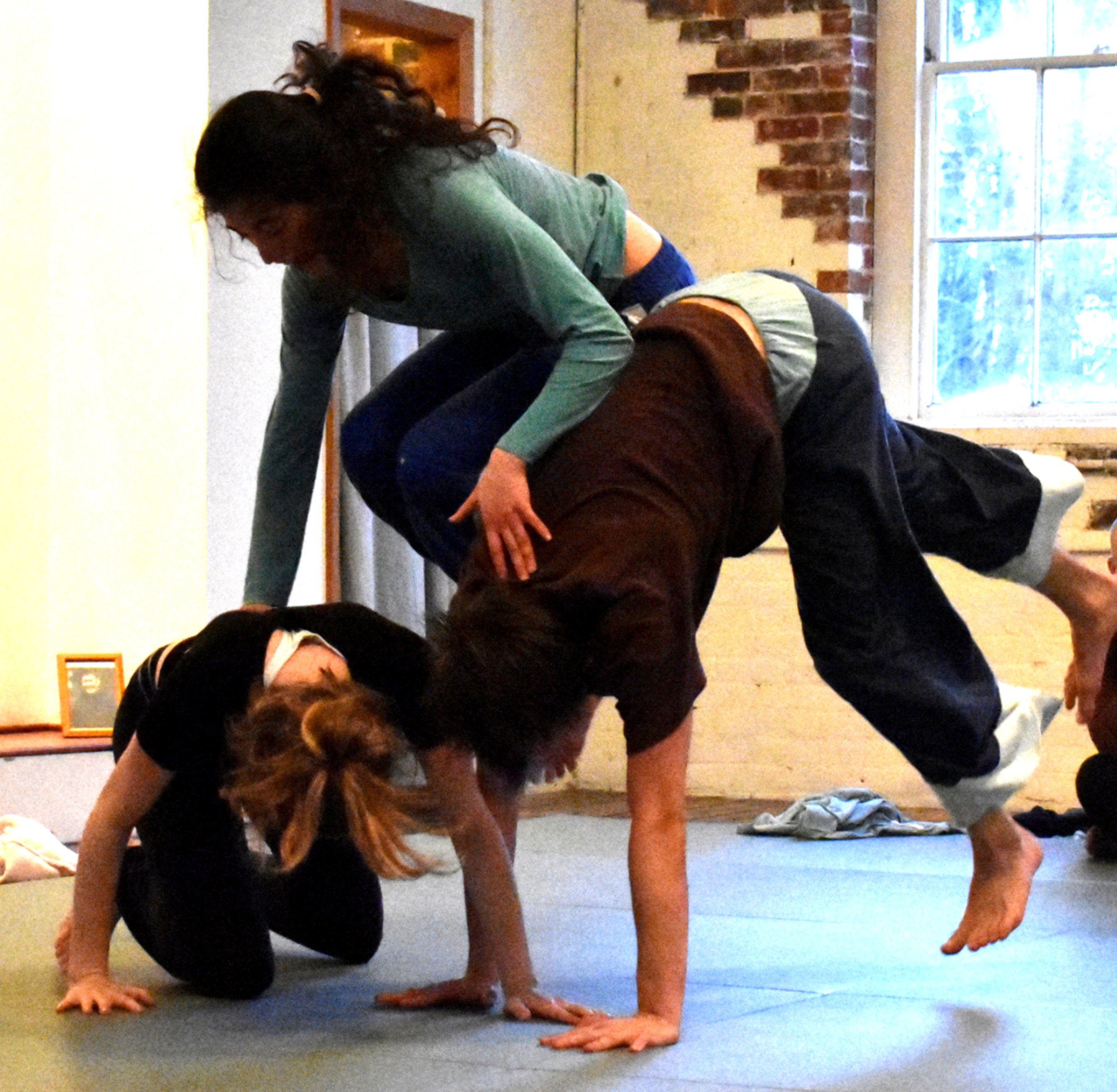
Contact Improvisation en trio (Florence, 2017)

À la suite de la première performance de Contact Improvisations à New York, les danseurs sont disséminés dans différents états des États-Unis mais commencent déjà à enseigner la pratique. Le style syncopé et maladroit des premières performances fait la place assez rapidement à une esthétique du flux, c'est-à-dire de mouvements à transferts de poids continus :
« À l’intérieur de l’étude du Contact, se rappelle Nancy Stark Smith, l’expérience du « flux » a très tôt été reconnue et soulignée dans nos danses. Elle est devenue l’une de mes pratiques favorites, et je me suis mise à « faire le flux » pendant des années – mettant cette pratique au défi, à l’épreuve : est-il encore possible de fluer dans cette situation ? Est-ce qu’on peut passer, de justesse, dans celle-là et continuer la danse ?
J’avais un partenaire que j’appelais la Machine à Flux [Curt Siddal]. Sa masse imposante fluait dans des réseaux de mouvements, parfois comme un torrent, parfois comme de la lave en fusion, mais toujours continue. L’euphorie et le vertige me prenaient dans ces phrases qui n’en finissaient jamais – toujours il y avait une nouvelle courbe, et l’on rebondissait sur elle pour continuer, encore et encore. »
Au moment où l'expérience s'est suffisamment accumulée pour rendre le flux maîtrisable dans l'improvisation en contact avec un partenaire, les contacteurs cherchent à trouver de nouvelles manières de se déséquilibrer, comme la musique ou un style volontairement accidenté : « En 1978, cela faisait six ans que nous examinions la temporalité du corps pour lui-même, et nous pouvions commencer à chercher des manières de changer nos schémas habituels. L’utilisation de la musique était une de ces manières. »

#### Les débats
Support essentiel du raffinement stylistique et des confrontations théoriques et pratiques permanentes entre les contacteurs, la revue Contact Quarterly (fondée en 1975 par Nancy Stark Smith et co-dirigée avec Lisa Nelson jusqu'en 2020) rassemble les différentes réflexions des enseignants et des praticiens et cimente une communauté internationale en la dotant d'un organe de communication.

Si le développement du Contact Improvisation a largement bénéficié du travail éditorial réalisé par Nancy Stark Smith pour soutenir les écrits des danseurs qui découvraient la forme, il doit également beaucoup aux caméras de Steve Christiansen puis de Lisa Nelson, qui accompagnent de nombreux moments du travail en cours et permettent aux contacteurs de s'observer avec minutie :
« [Lisa Nelson] occupe une place à part dans l’effervescence du développement du C.I. Prenant par moments de la distance avec la danse, elle a beaucoup regardé, e.a. à travers l’œil de la caméra, et, si elle a bien sûr pratiqué le C.I., elle a poursuivi parallèlement une recherche personnelle sur la collaboration entre les sens, en particulier sur l’organisation de la kinesthésie par rapport à la manière dont fonctionne notre vision. Son regard décalé a nourri autrement la maturation du C.I., développant l’analyse sur le système perceptif et dégageant des questions spécifiques sur comment opère l’improvisation. »

#### Les espaces de pratique

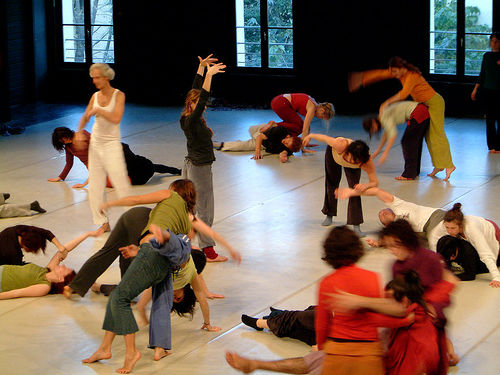
Jam de Contact Improvisation (Montpellier, 2004)

Vers le milieu des années 1970, le terme de jam fait son apparition dans les pages de Contact Quarterly : il désigne, comme les jams sessions en jazz et comme les milongas dans le tango, un espace-temps de pratique libre où des danseurs qui ne se connaissent pas peuvent se rencontrer et négocier ensemble leur danse ou observer la pratique de leurs partenaires. 
« Chaque semaine, dans des dizaines de villes composant un réseau international, des membres de cette “communauté d’expérience” de Contact Improvisation se retrouvent pendant quelques heures dans un studio de danse pour une jam. Cette pratique hybride me semble fonctionner à mi-chemin entre une méditation corporelle, une thérapie psycho-kinesthésique, un entraînement sportif, et une séance d’improvisation dansée. Penchées tête contre tête, les yeux fermés, les deux danseuses relâchent toute volonté et se laissent guider, ballotter, par les forces physiques qui s’activent au point de contact. Pour entrer dans cette société de danse, il suffit, comme rite d’initiation, d’assister à quelques cours de base. Après cette phase initiale, c’est pendant les jams que les praticien(ne)s expérimenté(e)s transmettent au corps à corps les habiletés qui permettent de progresser. Pour un instant, le novice hésite face à sa perte d’équilibre. Il se trouve subitement entraîné au sol, puis s’enveloppe autour de sa partenaire. C’est à cause de cette communication d’échange et de transfert de poids entre corps sensibles qu’on se permet l’expression d’intimité et de sensualité physique qui est peu commune dans la plupart des cultures. »
Dès le milieu des années 1970, outre les jams régulières, aujourd'hui présentes dans la plupart des grandes villes d'Amérique du Nord (New York City, Boston, San Francisco, Montréal...), des structures sur plusieurs jours sont régulièrement proposées pour rassembler praticiens et praticiennes. Il peut s'agir de stages résidentiels guidés par un danseur ou un groupe de danseurs, ou de « conférences » ou « festivals », où les journées alternent entre-temps de pratiques libres, cours par des artistes invités et débats. D'autres espaces moins structurés (aujourd'hui appelés Long Jams, comme la Breitenbush Jam, qui existe depuis 1981) voient le jour dès la fin des années 1970. Le premier du genre a lieu sur l'île de Vancouver en 1979 :
« La Country Jam [Jam à la Campagne] de 1979 était une première du genre dans le monde du Contact : plus de cinquante personnes, venues de l'ouest des États-Unis et du Canada, se sont rassemblées pendant douze jours d'existence non-structurées, de vie pour danser : ni un atelier, ni une conférence ou un séminaire, mais un rassemblement improvisationel, avec pour seul but de dégager un espace pour danser et vivre en flux. (...) L'événement a eu lieu au Yellow Point Lodge sur l'île de Vancouver en Colombie Britannique, un lieu isolé sur le rivage à l'est de l'île. (...) Nos journées étaient sans structure, sauf pour les repas : au départ, nous avions prévu de garder des créneaux de 90 minutes pour les cours, mais l'idée a rapidement été abandonnée à la faveur d'un système fondé sur l'offre et la demande, dans lequel chacune pouvait suggérer un sujet à traiter et offrir de mener une classe. » 
Ces événements résidentiels (stages, festivals, longues jams) représentent une économie parallèle qui invite à la création d'espaces de pratique retirés et dédiés, dont le modèle est très tôt fourni par Earthdance, un centre résidentiel construit en 1986 par une communauté bostonienne de danseurs amateurs.

##### L'université
En juin 1980, un point culminant de la jeune histoire américaine du Contact Improvisation est atteint avec l'organisation d'une conférence de l'American Dance Guild, L'improvisation: la danse considérée comme art-sport, dédiée de manière centrale au Contact Improvisation, qui avait été baptisé « art-sport » quelques années plus tôt par Simone Forti.
Cette conférence introduit le Contact Improvisation dans le milieu universitaire américain, si bien qu'il est aujourd'hui enseigné dans la majorité des universités américaines qui proposent un cursus chorégraphique (New York University, Oberlin College, Bennington College, Smith College, Ohio State University, ...) ainsi que dans de nombreux festivals de danse contemporaine (Jacob's Pillow, Bates Dance Festival...).

### En Europe
En Europe, le Contact Improvisation a été présenté pour la première fois en 1973 dans une galerie d'art à Rome (L'Attico (it)). Dans les années 1970 et 1980, Steve Paxton, Nancy Stark Smith, Lisa Nelson sont régulièrement invités au Dartington College of Arts (en) (en Grande-Bretagne) et à la School for New Dance Development d'Amsterdam (Pays-Bas) qui servent de courroies de transmission du Contact Improvisation en Europe.

La danseuse et chorégraphe belge Patricia Kuypers remarque (en 1999) que
« Selon les pays et les individus porteurs, il s’est disséminé plus ou moins rapidement dans le monde de la danse ou parmi les amateurs. En Belgique, où Steve Paxton est venu à plusieurs reprises depuis les années 80, invité par le Klapstuk et par le Kaaitheater, peu de danseurs le pratiquent pourtant régulièrement. Je l’ai personnellement enseigné à travers cours, stages et jams sur plusieurs périodes et d’autres enseignants ont pris le relais ces dernières années. En-dehors de certaines poussées de fièvre dans des jams à succès, on ne peut pas dire que le Contact Improvisation ait laissé de trace durable parmi les danseurs professionnels, sauf sous une forme chorégraphiée. »

### En France
En 1978 Steve Paxton et Lisa Nelson viennent donner une performance et un stage de Contact Improvisation pendant les Fêtes musicales de la Sainte Baume :
« Y ont assisté entre autres : Didier Silhol, Mark Tompkins, Suzanne Cotto, Edith Veyron, Martine Muffat-Joly. Leur enthousiasme les a amenés à se réunir, à explorer ensemble cette nouvelle forme de danse. »
Ils organisent alors cours, stages et performances en invitant Steve Paxton, Lisa Nelson, Nancy Stark Smith, et autres professeurs étrangers. Dès 1979 sous le nom d'Atelier Contact, ils enseignent et proposent des performances à Paris et en province. En 1980, ils créent l’association Danse Contact Improvisation à Paris, puis à Nice. l’Atelier organise le festival Avogadro avec des artistes de divers horizons et nationalités (CA, FR, GB, USA). En 1982 ils réunissent la toute première rencontre internationale de Contact Improvisation au centre international de la Sainte-Baume. En 1985, l'association est dissoute. En 1998, à l'occasion des vingt ans de la création de l'Atelier Contact, une fête est organisée à la Ménagerie de Verre (Paris). Les archives et histoire de l’Atelier Contact mises en perspectives par ses acteurs, dont un film sont déposés au Conservatoire national supérieur de musique et de danse de Paris dans le cadre de l'aide à la recherche et au patrimoine en danse 2019. Le Contact Improvisation est aujourd'hui pratiqué dans la plupart des grandes villes de la métropole française — Paris, Grenoble, Lyon, Marseille, Montpellier, Lille, Rennes ont ainsi toutes au moins une jam hebdomadaire —, et il est enseigné dans de nombreux conservatoires, dont le Conservatoire national supérieur de musique et de danse de Paris.

### Dans le monde
Le réseau des pratiques sociales ou amateures du Contact Improvisation s'est étendu aux cinq continents, avec une présence particulièrement intense dans les Amériques, en Europe de l'Ouest (France, Allemagne, Grande-Bretagne, Italie, Espagne, Grèce accueillent régulièrement des festivals en faisant appel aux contacteurs venus des États-Unis ou d'ailleurs), en Finlande, en Russie, en Israël, au Japon, à Taïwan et en Australie, comme l'atteste la régularité des jams, festivals et cours hebdomadaires enseignés dans ces pays.

## Contact Improvisationet danse contemporaine
De nombreux chorégraphes contemporains utilisent aujourd'hui le Contact Improvisation comme base de travail pour la composition chorégraphique, comme c'est le cas chez les chorégraphes Bill T. Jones, Wim Vandekeybus ou Antonija Livingstone, ou dans les compagnies Punchdrunk (en) et DV8 Physical Theater, en particulier dans les moments de duos (partnering) et dans l'utilisation du toucher.

Certains insistent davantage sur la dimension acrobatique du Contact Improvisation, et mettent en avant les situations de risque comme moyens d'atteindre des états adrénalisés de performance :
« Ces chorégraphes, le belge Wim Vandekeybus, le britannique Lloyd Newson ou l'américaine Elizabeth Streb (trois artistes très différents les uns des autres) ont commencé à reconsidérer la virtuosité comme confrontation à la difficulté ou au risque. Mettre les danseurs dans ce qui pourrait représenter un réel danger, ou travailler avec eux jusqu'à un niveau d'épuisement visible induit chez les spectateurs, sensibilisés à l'exactitude physique, une réponse kinesthésique de qualité différente mais d'un ordre similaire à celle causée par le bond du danseur classique »
Certains chorégraphes contemporains ont également repris à leur compte le travail de la sensation mis en avant par le Contact Improvisation tout en faisant place à une interrogation sur les rapports entre les genres que le Contact Improvisation tend plutôt à faire disparaître derrière une égalité prônée mais pas toujours interrogée :
« Anne Teresa De Keersmaeker, Wim Vandekeybus, DV8 et The Cholmondeleys (en) ont produit des chorégraphies qui ont assimilé l'approche anti-mécaniste du Contact Improvisation avec l'athlétisme d'autres techniques de danse moderne, couplée à l'interrogation sur les rôles sexués et genrés. »
Dans le même sens, un certain nombre de contacteurs — comme Keith Hennesy, Ishmael Houstone-Jones, Bill T. Jones et son partenaire Arnie Zane — ont participé aux luttes pour les droits LGBT dans le sillage de la crise du SIDA des années 1980 :
« Je me rappelle, dit Ishmael Houston-Jones, que je sentais et je sens probablement toujours que quelque chose d'aussi simple que le Contact Improvisation avait d'immenses ramifications politiques dans la manière dont les gens font l'expérience de la danse. À la fois en termes d'égalité, ou d'égalitarisme supposé, et dans la dissolution supposée des rôles genrés. »
En Europe en particulier, de nombreux improvisateurs ont été influencés par le Contact Improvisation, surtout à partir des années 1980 : João Fiadeiro (pt) et Vera Mantero de la Nouvelle danse portugaise, Benoît Lachambre, Mark Tompkins et Meg Stuart,, artistes nord-américains émigrés en Europe, ou plus récemment les improvisateurs britanniques Charlie Morrissey et Scott Wells. Julyen Hamilton, un autre improvisateur britannique, se souvient :
« Au milieu des années 70, à Londres, nous travaillions beaucoup, avec Rosemary Butcher, sur comment contre-balancer, comment deux corps peuvent s’écouter l’un l’autre via le poids et créer un matériau qui ne soit pas basé spécifiquement sur l’esthétique visuelle. Au milieu des années 80, je faisais des performances avec une série de danseurs, dont la plupart pratiquaient le Contact Improvisation — Kirstie Simson, Danny Lepkoff, Lisa Nelson, Nancy Stark Smith, Andrew Harwood. Donc c’était dans l’air du temps, j’ai appris par osmose. Le Contact Improvisation semblait nous rassembler tous, [même si] ce n’était en aucun cas la seule manifestation de nos collaborations. »

#### En anglais
- Contact Quarterly, revue trimestrielle puis biannuelle publiée depuis 1975
- (en) Cynthia Novack, Sharing the Dance : Contact Improvisation and American Culture, Madison (Wis.), Univ. of Wisconsin Press, 1er janvier 1990, 258 p. (ISBN 0-299-12444-4, OCLC 925081573, lire en ligne).
- Cheryl Pallant, Contact Improvisation: An Introduction to a Vitalizing Dance Form. McFarland & Company, 2006  (ISBN 0-7864-2647-0)
- Nancy Stark Smith et David Koteen, Caught Falling. The Confluence of Contact Improvisation, Nancy Stark Smith, and Other Moving Ideas, Contact Editions, 2013
- « Contact [and] Improvisation », Journal of Dance & Somatic Practices, vol. 6(2), 2014.

#### En français
- Steve Paxton, Écrits sur le Contact Improvisation  (1972-1982), traduit de l'américain par Emma Bigé, Paris, L'œil et la main, 2016.
- Sally Banes « Contact Improvisation. Un projet démocratique » dans Terpsichore en baskets (1980), traduit de l'américain par Denise Luccioni, Paris, Chiron, 2005.
- Patricia Kuypers (éd.), Contact Improvisation, Nouvelles de danse, #38-39, Bruxelles, Contredanse, 1999.
- José Gil, « La danse, le corps, l’inconscient », Terrain, #35, 2000.
- Véronique Fabbri, « Langage, sens et contact dans l’improvisation dansée », dans Approche philosophique du geste dansé. De l’improvisation à la performance, Villeneuve d’Ascq, Presses Universitaires du Septentrion, 2006.
- Christian Dampne, « Contact Improvisation : dialoguer par le toucher », originellement publié dans la revue Mouvement en 2008 et repris sur le site du Laboratoire du geste.
- Alice Godfroy, Prendre corps et langue. Étude pour une dansité de l’écriture poétique, Paris, Ganse Arts & Lettres, 2015.
- Emma Bigé, « Sentir et se mouvoir ensemble. Micro-politiques du Contact Improvisation », Recherches en danse, vol. 5, 2015.
- Emma Bigé, Gestes du Contact Improvisation (catalogue d'exposition), Rennes, Musée de la danse, 2018.
- Alice Godfroy, Emma Bigé, Francesca Falcone et Alessandra Sini (dir.), La perspective de la pomme. Histoires, pratiques et politiques du Contact Improvisation, Rome, Piretti Editore, 2021.

#### Vidéographie
- 2008 : Material for the Spine. A Movement Study, Contredanse
- 2012 : Contact Improvisation at CI 36, Contact Editions
- 2014 : Videoda Contact Improvisation Archive [1972 – 1987], Contact Editions
- 2016 : Contact Improvisation videos on the Web

### Sur internet